# Hay Petrie
David Hay Petrie (* 16. Juli 1895 in Dundee; † 30. Juli 1948 in Fulham, London) war ein schottischer Schauspieler.

## Leben und Karriere
Hay Petrie studierte Schauspiel an der University of St Andrews und diente ab 1915 bei den Royal Scots im Ersten Weltkrieg. Auf der Bühne machte er sich in den 1920er-Jahren vor allem als Darsteller komischer Shakespeare-Figuren einen Namen. Seit 1920 war Petrie am Old Vic Theatre tätig. Das Filmdebüt des kleingewachsenen Charakterdarstellers erfolgte erst im Jahr 1930, doch sollte er bis zu seinem Tod an insgesamt über 90 Kinofilmen mitwirken. Er war vor allem bekannt für seine Darstellung exzentrischer, quịrliger Nebenfiguren, oft mit einer komischen Note. Petrie spielte in vielen britischen Filmklassikern der 1930er- und 1940er-Jahre, so in Alfred Hitchcocks Riff-Piraten (1939), in dem Korda-Abenteuerfilm Der Dieb von Bagdad (1940), in Powell-und-Pressburger-Filmen wie A Canterbury Tale (1944) und Die roten Schuhe (1948), sowie in Carol Reeds Kriminaldrama Kleines Herz in Not (1948). Eine seiner bekanntesten Rollen war die des Onkel Pumblechook in David Leans Literaturverfilmung Great Expectations (1946) nach dem gleichnamigen Roman von Charles Dickens.
Hay Petrie starb überraschend, zwei Wochen nach seinem 53. Geburtstag, im Juli 1948 in London.

## Filmografie (Auswahl)
- 1930: Suspense
- 1933: Das Privatleben Heinrichs VIII. (The Private Life of Henry VIII.)
- 1934: Das Privatleben des Don Juan (The Private Life of Don Juan)
- 1935: Ein Gespenst geht nach Amerika (The Ghost Goes West)
- 1935: Invitation to the Waltz
- 1936: Rembrandt
- 1937: Tatjana (Knight Without Armour)
- 1937: Secret Lives
- 1939: Riff-Piraten (Jamaica Inn)
- 1939: Der Spion in Schwarz (The Spy in Black)
- 1939: Testflug QE 97 (Q Planes)
- 1939: Vier Federn (The Four Feathers)
- 1940: Der Dieb von Bagdad (The Thief of Bagdad)
- 1940: 21 Days
- 1940: Contraband
- 1942: One of Our Aircraft Is Missing
- 1942: Der große Händel (The Great Mr. Handel)
- 1943: Spionagering M (They Met in the Dark)
- 1944: A Canterbury Tale
- 1944: Ehemann zur Ansicht (On Approval)
- 1946: Geheimnisvolle Erbschaft (Great Expectations)
- 1948: Kleines Herz in Not (The Fallen Idol)
- 1948: Die seidene Schlinge (Noose)
- 1948: Die roten Schuhe (The Red Shoes)
- 1949: Der Spieler (The Great Sinner)